# 派翠西亞·匹斯尼尼

Graham. 2016 sculpture for the TAC's public safety campaign 'Towards Zero'.

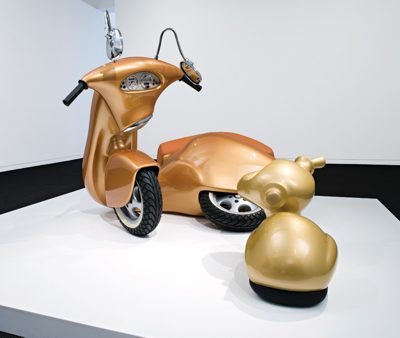
Nest. 2006 sculpture in the 'automotive' works series.

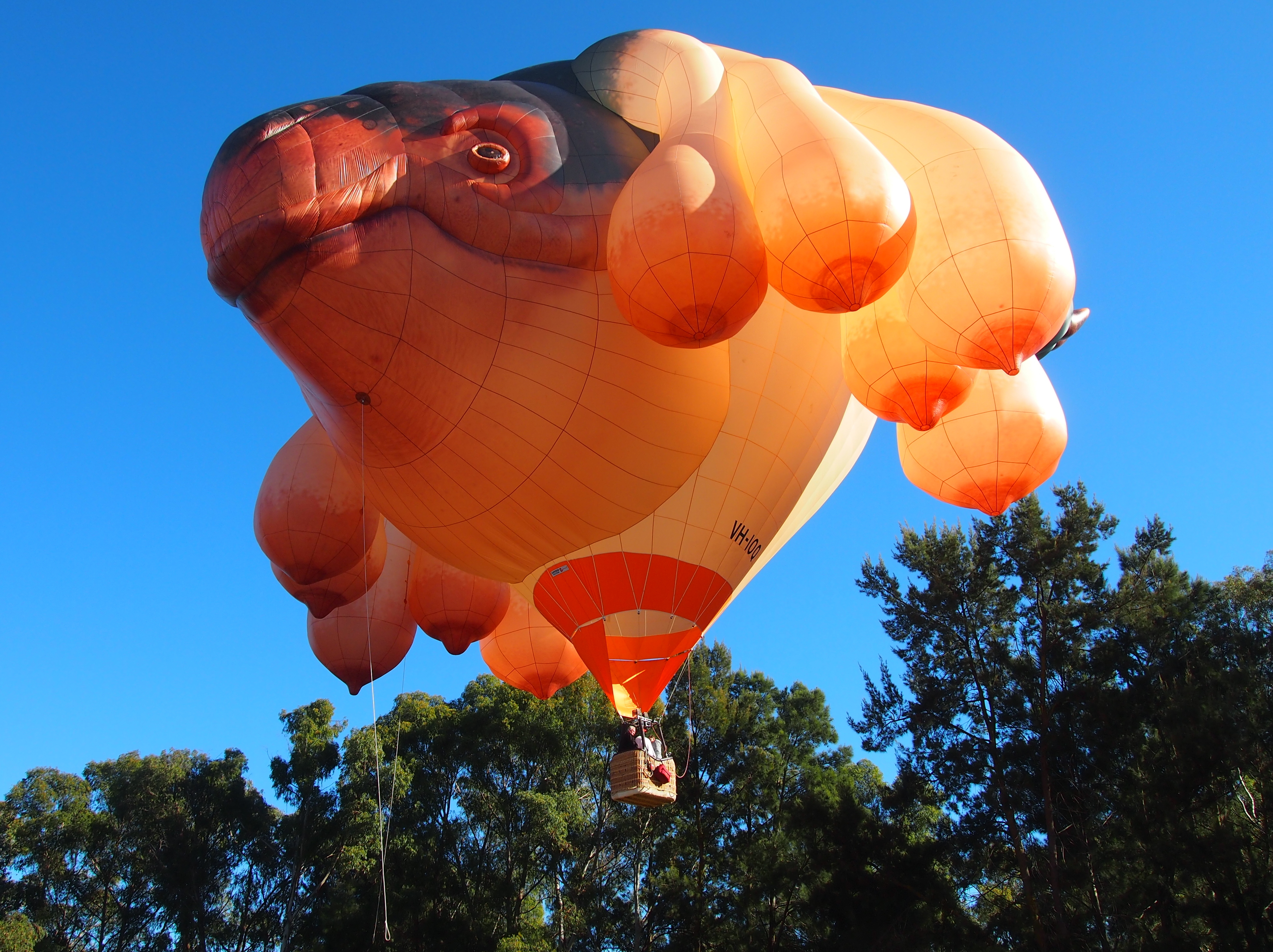
"The Skywhale", commissioned for the centenary of Canberra.

派翠西亞·匹斯尼尼（Patricia Piccinini），1965年出生於塞拉利昂的弗里敦，是一位澳大利亞藝術家，使用多種媒材作為創作，包括繪畫、錄像、聲音、裝置、數位印刷和雕塑。她於1991年獲得維多利亞藝術學院繪畫美術學士學位。2014年，她獲得墨爾本藝術基金會(Melbourne Art Foundation)視覺藝術獎的藝術家獎。

## 作品
匹斯尼尼對技術抱持著矛盾的態度，她將藝術實踐作為論壇藉此討論科技如何影響生活的。她對當代的自然觀、自然界和人造物如何改變我們的社會非常感興趣。特定的作品表達了對生物科技的關注，如基因治療和人類基因組圖譜研究。她也對消費文化的機制著迷。
2003年，匹斯尼尼代表澳大利亞參加第50屆威尼斯雙年展（Venice Biennale），展出作品《我們是家庭》('We Are Family)。
The Skywhale 是澳洲首都領地政府（Australian Capital Territory，ACT）為其百週年委託的作品。美國廣播公司將這項作品描述為「一種烏龜般的動物形狀的熱氣球，由四公頃尼龍製成的懸掛式巨大的懸崖」。該項目的預算為30萬美元，並已成為ACT首席部長Jon Stanhope和Andrew Barr的評論主題。
2015年，她參與了澳大利亞當代藝術中心的《Menagerie》聯合展覽。
在2014年雪梨先驅晨報（Sydney Morning Herald）的採訪中匹斯尼尼談到了她的創作，「這與進化、自然、基因工程、身體改造有關 - 大自然如此美好，我們只是在這裡見證它，大自然不是為了我們存在 」。繼2014年她在墨爾本藝術基金會的獲獎之後，她繼續說道：「作品製作精美、強烈、具藝術性，所以人們對此感興趣，吸引他們之後才能讓他們對這個想法產生興趣。需要一段時間才能讓人們瞭解想表達的想法，而這並不容易。所以這個獎項述說了：『我們瞭解了，我們瞭解你想要做的了，我們已經超越了表面，我們看到內部的想法，這些想法是關於連接的機會』」。

2016年，澳洲交通事故委員會（Transport Accident Commission,  TAC）委託匹斯尼尼與莫納什大學事故研究中心(Monash University Accident Research Centre)高級研究員David Logan博士以及創傷外科醫生Christian Kenfield博士合作《格雷厄姆計畫》，作為TAC道路安全「邁向零」（Towards Zero）的一部分廣告。格雷厄姆，一個栩栩如生的互動式雕塑，強調了人體在汽車事故中的脆弱程度。正如TAC所解釋的：「格雷厄姆強調了我們需要做出的改變，從我們在道路上犯的錯中保護自己。核心是相信人類健康比任何事情都重要，具體化了「邁向零」的一個視角。

## 相似條目
- Frankenstein argument
- Ron Mueck (similar artist)
- Transhumanism
- Australian art